# 红轮狗舌草
红轮狗舌草（学名：Tephroseris flammeus）是菊科狗舌草属的植物。分布于朝鲜、俄罗斯、日本以及中国大陆的内蒙古、陕西、黑龙江、吉林、山西等地，生长于海拔1,200米至2,100米的地区，多生长在山地草原和林缘，目前尚未由人工引种栽培。

## 异名
- Senecio flammeus Turcz. ex DC.
- Tephroseris flammeus (Turcz. ex DC.) Holub var. chaetocarpa (C. Jeffrey et Y. L. Chen) Y. M. Yuan